# صالح بن علي الحارثي
الشيخ صالح بن علي الحارثي، المحتسب، أمير الشرقية في عمان (سلطنة عمان) عالم مسلم فقيه ينتمي للمدرسة الإباضية ومصلح اجتماعي وسياسي عماني من أعيان القرن الثالث عشر الهجري التاسع عشر الميلادي. قام بدور مهم في الأحداث السياسية في عصره حيث شارك في ثورة الإمام عزان بن قيس البوسعدي ضد سلاطين مسقط وحلفائهم الإنجليز، كما ساهم في النهضة العلمية في عمان في تلك الفترة حيث أنشأ مدرسة للعلوم الشرعية في القابل (المنطقة الشرقية من عُمان) والتي أخرجت الكثير من العلماء أبرزهم نور الدين السالمي.

## اسمه ونسبه
صالح بن علي بن ناصر بن عيسى بن صالح بن عيسى بن راشد بن سعيد بن رجب السمري الحارثي  ينتمي هذا الشيخ لقبيلة الحرث ذات الصيت والشأن في المنطقة الشرقية من القطر العماني وينحدر من أسرة معروفة فيها حازت التصدر والمشيخة فيها، كما كانوا أهل علم وكان لهم دور بارز في الحياة الاجتماعية والسياسية، فصارت لهم قوة بحيث صارت أجزاء كبيرة من شرقية عمان تحت نفوذهم الفعلي التقليدي فيما عرف بإمارة الشرقية أو إمارة الحرث التي تأسست بزعامة عيسى بن راشد بن سعيد بن رجب جد الشيخ صالح ثم تسلسلت في ذريته
ومن الأعلام من أجداد الشيخ صالح:
عيسى بن راشد بن سعيد بن رجب الذي تأسست إمارة الحرث على يديه
راشد بن سعيد بن رجب عالم فقيه، عاصر الإمامين سلطان بن سيف بن مالك اليعربي وبلعرب بن سلطان بن سيف اليعربي وتولى لهما القضاء في ولاية إبراء وله كتاب (جامع ابن رجب).
صالح بن عيسى الأول: الجد الثالث، أنشأ مدينة القابل وانتقل إليها.
عيسى بن صالح الأول: جد المترجم له الثاني، كان قائداً للسيد سعيد بن سلطان شارك في حروبه في أماكن متعددة 

## مولده ونشأته
ولد رحمه الله في القابل في عام 1250 للهجرة، وقد توفي أبوه في ذات السنة (قبل أن يولد أو بعد ولادته بقليل) وكذلك جده ناصر بن عيسى أيضا توفي في نفس العام قتيلاً في حملة السيد سعيد بن سلطان على المزاريع في شرق أفريقيا.
نشأ في كنف والدته وجد أبيه عيسى بن صالح، وطلب العلم لدى معلمي القرآن في بلدته القابل وبلدة أعمامه (المضيرب) القريبة منها، ثم لما قارب الحلم رحل لطلب العلم الشرعي عند أكبر علماء عمان في زمانه وهو الشيخ المحقق سعيد بن خلفان الخليلي في بوشر حيث تتلمذ على يديه لسنتين منفصلتين.

## حياته الاجتماعية والسياسية
تميزت شخصية الشيخ صالح بمميزات جعلته أهلاً للقيادة واجتمعت فيه صفات قلما تجتمع لأحد، فقد جمع العلم الشرعي مع الوجاهة الاجتماعية، ولذلك سمي بذي الجناحين، كما كان عصامياً أبي النفس حازماً شجاعاً مقداماً ومع ذك شديد العطف على الضعفاء ومتواضعاً لعامة الناس. بوجود هذه الخصائص اجتمع الناس حوله وتنامت سلطة رئاسته حتى غدا من أهم الشخصيات المؤثرة في زمانه.
- هاجر الشيخ في مقتبل شبابه إلى زنجبار طلباً لسعة الرزق، وهناك كانت أول المواقف التي أظهرت شخصيته السياسية حيث وقف مؤيداً للسيد برغش بن سعيد في محاولته الانقلابية على أخيه ماجد بن سعيد والتي فشلت وأدت بالشيخ صالح للفرار إلى الصومال، حيث مكث سنتين استزاد فيها من العلوم خصوصا علوم العربية ثم رجع لزنجبارحيث طلب العفو من السلطان ماجد الذي عفا عنه فعلاً.
- جهوده لطرد السعوديين من الشرقية: عاد الشيخ من زنجبار إلى بلاده حيث وجد السعوديين قد احتلوا صور بتشجيع من بعض أعيانها، فذهب إلى مسقط وشجع السلطان ثويني للعمل على طردهم منها مبدياً استعداده للتعاون فوافق ثويني على ذلك ورجع الشيخ صالح إلى القابل وأخذ يجمع الرجال والعدة لمحاربة السعوديين، ولكن هؤلاء لما رأوا استعدادات العمانيين لحربهم خرجوا منها إلى البريمي.
- تنصيبه شيخاً على قبيلة الحرث: الأحداث السابقة رفعت منزلة الشيخ صالح عند قومه، فطلبوا منه أن يكون شيخاً بديلاً عن أخيه الأكبر ناصر بن علي، فقام الشيخ حميد بن عبد الله الحارثي (وهو الذي كان مرجعاً للحرث عندما كان ناصر وصالح صغاراً) فعزل ناصراً عن المشيخة وأعلن الشيخ صالح شيخاً للحرث، وذلك في حوالي سنة 1282هـ /1866م
- ثورة الإمام عزان بن قيس: قام سالم بن ثويني باغتيال والده ثويني سنة 1866م وأعلن نفسه سلطاناً على مسقط واستباقاً لردة الفعل المتوقعة من أعيان البلاد قام سالم هذا بمراسلة العلماء والأعيان واعداً إياهم بإصلاح البلاد وقام ببعض الاصلاحات في مطرح ومسقط ولكنه لم يتسمر وخوفاً من تحركات الشيخ صالح المناوئة له حاول أن يتخلص منه، ولكنه فشل في القبض عليه.
عندئذ اجتمع الشيخ صالح والشيخ سعيد بن خلفان الخليلي والشيخ محمد بن راشد الغاربي، وأعلنوا ثورة على سالم بن ثويني، وتنصيب الإمام عزان بن قيس إماماً على عموم عُمان سنة 1285هـ /1868م، ونجحوا في دخول مسقط وطرد سالم منها، وتوحدت البلاد بعد فترة من التشتت واستمرت إمامة عزان أكثر من سنتين حتى قام الإنجليز بمساعدة تركي بن سعيد بن سلطان للإطاحة بها سنة 1871م، واستشهد في أثناء ذلك الإمام عزان والشيخ سعيد الخليلي والشيخ الغاربي، وبقي الشيخ صالح بعدهم حيث لم تتمكن قوات السيد تركي من اختراق مقاومته في الشرقية.
- محاولات إسقاط حكومة مسقط: أثر سقوط إمامة عزان بن قيس بشدة على الشيخ صالح، فقد حزن لذلك بشدة كما يظهر ذلك في ما دون من فتاويه، ويبدو أنه قد عاهد نفسه على إتمام مشروع القضاء على حكومة مسقط، فقد شن على مسقط خمس حملات في الفترة بين 1290هـ/ 1873م حتى وفاته عام 1314هـ/ 1896م، ولكن لم تنجح أي منها في القضاء على حكومة مسقط، ولعل أهمها الحملة التي قام بها في ذي القعدة 1290هـ / يناير1874م، والتي أدت لتوقيع اتفاقية سلام بين الطرفين ما لبث السلطان أن تراخى عن تنفيذ بنودها مما أدى بالشيخ صالح لشن حملات أخرى على سلطنة مسقط كان آخرها بقيادة ابنه عبد الله في 1413هـ 

## إمارة الشرقية (العمانية)

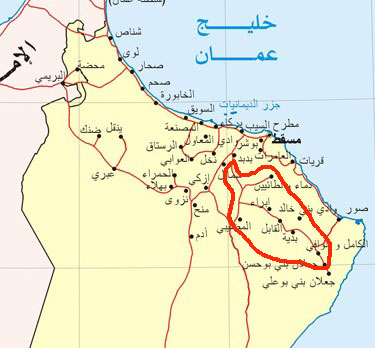
الحدود التقريبية لإمارة الحرث في أواخر حياة الشيخ صالح بن علي الحارثي

أصبح لقبيلة بني حارث شأن في المنطقة الشرقية من عمان حتى أصبحوا بمثابة أمراء لها، وبدأت المشيخة في التبلورفي حوالي عام 1100هـ بزعامة الشيخ عيسى بن راشد بن سعيد الحارثي وتسلسلت في عقبه.
قام صالح بن عيسى الأول بتأسيس مدينة القابل حيث شق فلجاً فيها، وانتقل بأسرته إليها، وصارت حاضرة الحرث بعد ذلك وبمثابة العاصمة السياسية. كانت الإمارة تحت السيطرة التامة لشيوخ الحرث، وتتعامل مع الكيانات السياسية الرسمية في القطر العماني مثل سلاطين مسقط أو الأئمة في نزوى باستقلال شبه تام، ولكنه ليس معلناً ولم يكن لها علم معروف، ولم تصدر وثائق رسمية للمنضوين في ظلها.
شملت هذه الإمارة في أوجها كل من بلدان (ولايات) القابل وإبراء وبدية ووادي بني خالد وووادي دما ووادي الطايين والمضيرب وأجزاء من جعلان وقرى الرحبيين في سمائل وذلك في عهد الشيخ صالح بن علي الحارثي.
امتاز شيوخ الحرث بالحنكة الإدراية وحب العلم والحرص على مصلحة رعاياهم. كانت الإمارة تدار بالتقاليد القبلية المتعارف عليها عند العمانيين في ذلك الزمان، وحرص الشيخ صالح على تطبيق ما أمكن من الأحكام الإسلامية وحمل الناس على اتباعها ولذلك سمي بالمحتسب.
مع بسط السلطان سعيد بن تيمور على كامل عمان على إثر حرب الجبل الاخضرالتي حسمت في عام 1959م بدأت السيطرة الفعلية لشيوخ الحرث تتضاءل تدريجيا على المنطقة وتذوب في الإدارة الرسمية للدولة، ويمكن اعتبارعام 1970م نهاية هذه الإمارة القبلية التقليدية وبذلك تكون قد امتدت زهاء ثلاثة قرون.

## آثاره العلمية
لم يكن الشيخ متفرغاً للعلم والتعليم، بل كان كثيراً ما يشكو شدة اشتغاله بأمور الناس العامة، حيث عاش في فترة زمنية كثرت فيها النزاعات القبلية مع عدم وجود سلطة سياسية قادرة على ضبط شؤون الناس العامة، فسلاطين مسقط لم يكن لديهم اهتمام بتلك النواحي لكونها ليست ذات قيمة بالنسبة لهم اقتصادياً أو جغرافياً، هذا الوضع جعل الشيخ يتخذ دور المحتسب في تلك النواحي، والذي جعله الشيخ نور الدين السالمي (تلميذ الشيخ صالح الأبرز) بمثابة إمام شرعي غير معلن، مع هذا كله ترك الشيخ إنتاجين علميين مهمين وهما:
1- عين المصالح في أجوبة الشيخ صالح: وهو مجموعة كبيرة من فتاوى الشيخ صالح تناولت معظم الأبواب الشرعية بدءاً من العقيدة وانتهاء بالسياسة الشرعية. جمع هذه الفتاوى الشيخ أبو الوليد سعود بن حميد آل خليفين (1309هـ/1891م - 1373هـ/ 1953م)، وقد طبع الكتاب من قبل مكتبة الجيل الواعد.
2- عين الرشاد في تفصيل الجهاد: وهذه رسالة في أحكام الجهاد، وقد أملاها الشيخ بنفسه فيما يبدو، وقد طبعت ملحقة في آخر كتاب عين المصالح المذكور آنفاً.

## وفاته
كان الشيخ قد أدخل قبيلتي الندابيين والرحبيين من سكان سمائل في حمايته بعد أن طلبوا منه ذلك، فذهب إلى بلدانهم وأعلنها (قطعة من بلاد الحرث، فمن تعد عليها أو على أحد من أهلها فكأنما تعدى علينا). وفي ربيع الأول من عام 1314هـ خرج مناصراً لهم بسبب اعتداء وقع عليهم من بني جابر في قرية الجيلة من سمائل وفي يوم السادس من ذلك الشهر قام بحملة ضدهم أصيب فيها بطلقة بندقية في فخذه لبث بها ساعات وتوفي عصر ذلك اليوم، ودفن في قرية الإبراهيمية من وادي سمائل، يوافق ذلك 21 من شهر أغسطس 1896م.
ترك الشيخ من الذرية ثلاثة أبناء ذكور، وهم:
1- الشيخ عيسى بن صالح الحارثي، وهو أكبر أبنائه وتزعم القبيلة بعده
2- أحمد بن صالح الحارثي
3- علي بن صالح الحارثي
بالإضافة إلى الثاني من أبنائه عبد الله بن صالح الذي توفي في حياة والده سنة 1312هـ

## رسائل ودراسات حوله
- الحق الجلي من سيرة الشيخ صالح بن علي (نور الحق الجلي من سيرة شيخنا الولي صالح بن علي)، وهو رسالة كتبها الإمام نور الدين السالمي (وهو أبرز تلامذة الشيخ صالح)، وفيها يرد على الانتقادات التي وجهت إلى الشيخ صالح في تعامله مع بعض الأحداث التي وقعت في عهده، كما يبين مكانة الشيخ العلمية والاجتماعية ويحث الناس على تأييده والالتفاف حوله. طبعت هذه الرسالة بواسطة مكتبة الضامري ضمن كتاب «عين المصالح» المذكور أعلأه في أوله في الصفحات الأربعين الأولى منه. (يذكر أن مكتبة الضامري قد توقفت عن طباعة الكتاب، والطبعة المتوفرة حاليا هي الثانية، وتاريخها عام 1993م، ثم قامت مكتبة الجيل الواعد بطباعة الأجوبة فقط مع رسالة عين الرشاد بطبعة منقحة محققة ولم تدرج رسالة الحق الجلي فيها) 

- الشيخ صالح بن علي الحارثي (1250هـ /1834م - 1314هـ/1896م) ودوره الاجتماعي والسياسي: بحث قصير للدكتورسعيد بن محمد الهاشمي، نشر في مجلة دراسات الخليج والجزيرة العربية في العدد 125. استعرض فيها حياته وأدواره السياسية والاجتماعية بشيء من الاختصار. هذا البحث متاح في أرشيف جامعة السلطان قابوس وموقع «دار المنظومة»
1. ↑  "...:::تادّارت:::..." مؤرشف من الأصل في 2019-03-28. اطلع عليه بتاريخ 2019-03-27.
2. 1 2  الحارثي، عبدالله؛ سالم (1994). أضواء  على بعض أعلام عُمان قديما وحديثاً. مسقط.{{استشهاد بكتاب}}:  صيانة الاستشهاد: مكان بدون ناشر (link)
3. 1 2 3 4 5 6 7  الهاشمي، سعيد (2007). "الشيخ صالح بن علي الحارثي و دوره الاجتماعي والسياسي". جامعة الكويت. مؤرشف من الأصل في 28 مارس 2019. اطلع عليه بتاريخ 2019. {{استشهاد ويب}}: تحقق من التاريخ في: |تاريخ الوصول= (مساعدة)
4. ↑  ابن زريق، حميد بن محمد (1983). الفتح المبين في سيرة السادة البوسعيدسن. مسقط ، سلطنة عمان: وزاة التراث و الثقافة ( سلطنة عمان ).
5. ↑  السالمي، عبدالله؛ بن حميد (1928). تحفة الأعيان بتاريخ أهل عمان. القاهرة ، مصر: المكتبة السلفية ، القاهرة.
6. ↑  ""مناطق نفوذ الشيخ عيسى بن صالح" [و٣٠] (٢/١)". مكتبة قطر الرقمية. 23 مايو 2017. مؤرشف من الأصل في 2019-12-09. اطلع عليه بتاريخ 2019-04-08.
7. 1 2 3  آل خليفين، يعود؛ بن حميد (2017). عين المصالح  في أجوبة الشيخ صالح. مكتبة الجيل الواعد.
8. ↑  آل  خليفين، سعود؛ بن حميد (1993). عين المصالح من  أجوبة الشيخ  صالح (ط. الطبعة الثانية). سلطنة عمان ، مسقط: مكتبة الضامري. ص. 1- 40.
9. ↑  "دار المنظومة". مؤرشف من الأصل في 2019-02-27.